# Jeunes Ménages
Jeunes Ménages est un roman de Jacques Debû-Bridel paru le 1935 aux éditions Gallimard et ayant reçu le Prix Interallié la même année.

## Éditions
- Jeunes Ménages, éditions Gallimard, 1935.